# Zenodoros (Tetrarch)
Zenodoros (* um 75 v. Chr.; † 20 v. Chr.) war zur Zeit des Kaisers Augustus ein regionaler Herrscher in den nördlich und nordöstlich an Judäa angrenzenden Gebieten Ituräa, Batanäa und Trachonitis.

## Nachfolger des Lysanias
Vorgänger des Zenodoros im Besitz dieser Gebiete war Lysanias, der Sohn des Ptolemaeus Mennaei, gewesen, mit dem Zenodoros möglicherweise verwandt war. Nach der römischen Rückeroberung der gesamten Region nach dem Einfall der Parther 40 v. Chr. bestätigte der römische Feldherr Marcus Antonius zunächst die Herrschaftsrechte des Lysanias, den er mit königlichem Titel zum Herrscher von Ituräa ernannte. Später, nachdem Marcus Antonius sich mit der ägyptischen Königin Kleopatra liiert hatte, beschuldigte diese allerdings Lysanias, zu enge Verbindungen zu den Parthern zu unterhalten. Antonius ließ Lysanias schließlich auf Betreiben Kleopatras, die auch territoriale Ansprüche gegen Lysanias erhob, im Jahre 34 v. Chr. hinrichten. Das Gebiet des Lysanias wurde von Antonius an Kleopatra übertragen. Kleopatra gab die ihr zugefallenen Ländereien an Zenodoros in Pacht.

## Bestraft wegen militärischer Unzuverlässigkeit
Nach der Niederlage bei Actium 31 v. Chr. und dem Selbstmord von Marcus Antonius und Kleopatra wurde diese Regelung von dem siegreichen Kaiser Augustus bestätigt. Vermutlich garantierte Zenodoros den Römern eine beträchtliche Pacht- bzw. Tributzahlung. Zenodoros hatte aber wahrscheinlich selbst große Mühe, die versprochenen Summen regelmäßig aufzubringen. Er duldete deshalb die Überfälle der in seinem Gebiet ansässigen Räuberbanden auf die Stadt Damaskus und ihr Umland und verdiente – so beklagten es die Opfer der Räuber – selbst an der Beute mit. Da sich in Damaskus aber das Hauptquartier der Römer für die Provinz Syrien befand, geriet Zenodoros dadurch in einen Gegensatz zur römischen Besatzungsmacht. Augustus entsetzte den unzuverlässigen Regionalfürsten deshalb der Herrschaft über einen großen Teil seines Gebietes und gab diesen unter die Verwaltung des energischen jüdischen Klientelkönigs Herodes. Zenodoros verblieb nur ein kleinerer Teil seines bisherigen Besitzes. Proteste seinerseits gegen diese kaiserliche Entscheidung blieben vergeblich. Zenodoros starb 20 v. Chr. plötzlich in Antiochien, wo er Kaiser Augustus begrüßen wollte.

## Erweiterung des jüdischen Machtbereichs
Die Zenodoros noch verbliebenen Ländereien (vor allem auch Ulatha, Paneas und dessen Umgebung nördlich und nordöstlich des Sees Genezareth) übertrug Kaiser Augustus nun ebenfalls an König Herodes von Judäa, den er als treuen Verbündeten und effizienten Feldherrn schätzte.